# Alien
Alien este un film științifico-fantastic de groază din 1979 regizat de Ridley Scott și cu Tom Skerritt, Sigourney Weaver, Veronica Cartwright, Harry Dean Stanton, John Hurt, Ian Holm și Yaphet Kotto din distribuție. Titlul filmului se referă la principalul antagonist: o creatură extraterestră care ucide echipajul unei nave spațiale.
Alien a avut un succes atât critic cât și comercial primind Premiul Oscar pentru cele mai bune efecte vizuale, Premiile Saturn pentru cel mai bun film științifico-fantastic, cea mai bună regie pentru Scott și cea mai bună actriță secundară - Cartwright. Filmul a mai primit și alte numeroase premii și nominalizări. De la lansarea sa a fost în continuare privit cu multă admirație iar în 2002 a fost inclus și în Registrul Național de Film al Bibliotecii Congresului Statelor Unite ale Americii ca fiind "semnificativ din punct de vedere cultural, istoric sau estetic". De asemenea Institutul American de Film a clasat Alien pe locul șapte în topul celor mai bune filme ale genului științifico-fantastic.
Succesul filmului a determinat apariția mai multor romane, serii de benzi desenate, jocuri video și jucării precum și a altor cinci filme de lungmetraj. Totodată, Alien a făcut-o celebră și pe actrița Sigourney Weaver, aceasta urmând să mai apară și în Aliens (1986), Alien 3 (1992) și Alien: Renașterea (1997).
În spațiul galactic se înfruntă două civilizații: micul echipaj al unei nave terestre și o ciudată și periculoasă formă de viață străină... Luându-și mereu altă înfățișare, extrem de inteligentă și cu reacții extrem de rapide, ferocea creatură, strecurată pe neștiute la bordul navei, se dovedește a fi susținută de chiar unul dintre membrii echipajului...Tensiunea atinge cote inimaginabile! Filmul a fost premiat de Academia Americană de Film pentru cele mai bune efecte speciale.

## Povestea
Nava spațială terestră Nostromo vizitează un asteroid „pustiu” după ce recepționează un semnal necunoscut, descoperind că aceasta provine de pe o navă spațială extraterestră abandonată. În timp ce explorează nava, unul dintre membrii navei Nostromo descoperă un obiect asemănător unui ou, din care iese o creatură care se atașează de fața lui și-l face inconștient. După un timp, parazitul moare și membrul echipajului se trezește, aparent normal. Cu toate acestea, mai târziu, o creatură extraterestră iese din pieptul său, omorându-l, și, după o creștere rapidă, transformându-se într-o creatură de cca. 2 metri, începe să omoare alți membri ai echipajului.

## Distribuție
- Bolaji Badejo . . . . . The Alien (Creatura extraterestră)
- Veronica Cartwright . . . . . Lambert
- Ian Holm . . . . . Ash
- John Hurt . . . . . Kane
- Yaphet Kotto . . . . . Parker
- Tom Skerritt . . . . . Dallas
- Harry Dean Stanton . . . . . Brett
- Sigourney Weaver . . . . . Ripley
- Helen Horton. . . . .vocea computer-ului ,,Mamă"
- Eddie Powell. . . . .vocea Alien-ului
- Animals unlimited. . . . .motanul Jones

## Premii și nominalizări
- Premiul Oscar: un premiu și o nominalizare
- Premiile BAFTA: 2 premii și 5 nominalizări
- Premiile Globul de Aur: o nominalizare

## Primire
Filmul a fost clasificat pe locul 2 în topul 100 Scariest Movie Moments realizat de Bravo.